# Paid in Full (film 1914)
Paid in Full è un film muto del 1914 diretto da Augustus E. Thomas e interpretato da Tully Marshall, Caroline French, Riley Hatch, George Irving, Winifred Kingston, T. Tamamoto.
Segna il debutto sullo schermo di George Irving un attore che, nella sua carriera durata cinquant'anni, avrebbe preso parte a oltre duecentocinquanta film e di Tully Marshall, altro attore prolifico, che sarebbe diventato in seguito uno dei più noti caratteristi del cinema di Hollywood.
La sceneggiatura di Louis Reeves Harrison si basa sull'omonimo lavoro teatrale di Eugene Walter, presentato a Broadway il 25 febbraio 1908. Ne sarebbero stati fatti due remake: uno del 1919, Paid in Full diretto da Émile Chautard e interpretato da Pauline Frederick e uno del 1931, dal titolo Honor Among Lovers, diretto da Dorothy Arzner, un film Paramount con Claudette Colbert e Fredric March. Il film del 1931 conservava del dramma di Walter solo l'idea base della storia, riveduta e corretta da una sceneggiatura di Austin Parker.

## Trama
Per mantenere la moglie Emma nel lusso cui è abituata, Joe Brooks si invischia in una serie di operazioni che lo portano a dipendere sempre di più da Williams, il suo datore di lavoro, un ex pretendente vendicativo e geloso della stessa Emma. Williams lo nomina responsabile dei pagamenti ma, nel contempo, lo fa oggetto di indagini per scoprire le sue ruberie. Joe chiede allora aiuto alla moglie. Jimsey, un loro comune amico, venendo a conoscenza che Emma deve intercedere per il marito, si presenta da Williams e lo minaccia di scendere a vie di fatto se l'onore della donna sarà messo in pericolo. Emma riesce a convincere Williams a ritirare le sue accuse contro Joe, ma poi, disgustata dal comportamento vile del marito, chiede il divorzio, per poter sposare Jimsey.

## Produzione
Il film fu prodotto dalla All Star Feature Film Corp., una piccola compagnia che, dal 1913 al 1915, mise in cantiere un totale di dodici pellicole di cui Paid in Full fu il quarto lungometraggio prodotto.

## Distribuzione
Il film uscì nelle sale cinematografiche statunitensi nel febbraio 1914.

### Conservazione
Copia della pellicola si trova conservata negli Archives du Film du CNC di Bois d'Arcy.